# Les Demoiselles de Rochefort (comédie musicale)
Cet article concerne une comédie musicale de 2003. Pour le film musical de Jacques Demy de 1967, voir Les Demoiselles de Rochefort.
Les Demoiselles de Rochefort est une comédie musicale de 2003 mise en scène par Redha, d'après le film de Jacques Demy en 1967. Musiques composées par Michel Legrand et arrangé par Essaï Altounian. Paroles de Jacques Demy et adaptation de Alain Boublil

## Synopsis
Les jumelles Garnier, Delphine et Solange, briguent une carrière artistique : Delphine veut être danseuse, Solange ambitionne d'être compositrice et concertiste. « Aimant la ritournelle, les calembours et les bons mots », toutes deux rêvent au coup de foudre…
Yvonne, leur mère, tient le café de la place en compagnie de la fantasque Josette. Yvonne regrette d’avoir laissé partir Simon Dame, la grande passion de ses jeunes années.
Andy Miller, musicien émérite et ami de Simon Dame, s'éprend de Solange alors qu'il vient donner un concert en France.
Marin romanesque, peintre à ses heures, Maxence recherche son idéal féminin tandis qu'il termine son service militaire. Il a peint sans la connaître ni jamais l'avoir vue Delphine. Le portrait de cette dernière trône maintenant dans la galerie de Guillaume Lancien, grand amateur d'art moderne et prétendant de Delphine.
Menés par Etienne et Bill, les Forains s'installent à Rochefort. Leur kermesse va accélérer le tourbillon de la vie et précipiter les rencontres…

## Fiche technique
- Mise en scène et chorégraphie : Redha
- Musique : Michel Legrand
- Arrangements musicaux : Essaï et Michel Legrand
- Adaptation scénique : Alain Boublil
- Direction artistique : Daniel Moyne
- Costumes : Dominique Borg
- Scénario original : Jacques Demy
- Textes : Alain Boublil
- Son : Philippe Parmentier
- Lumière : Nicky Tisserand
- Coach vocal : Richard Cross

## Distribution

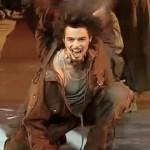
Nuno Resende dans Les Demoiselles de Rochefort

## Distribution[2]

### Les chanteurs
- Frédérica Sorel : Delphine Garnier
- Mélanie Cohl : Solange Garnier
- Nuno Resende : Étienne
- Sergio Diaz : Bill
- Jasmine Roy : Yvonne Garnier
- David Bàn : Guillaume Lancien
- Florent Neuray : Maxence
- Édouard Thiébaut : Andy Miller
- Philippe Candelon : Simon Dame
- Katy Varda : Josette
- Ebony Harning : Esther
- Armelle Ferron : Judith
- Pierre Reggiani : Pépé
- Michel Francini : Monsieur Tranchant

### Les danseurs
| - Stéphanie Andrieu - François Beretta - Géraldine Couf - Franck Despanches - Laurence Filippi - Sabrina Fontaine - Pascale Franco - Damien Gajda - Grégory Gonel - Flavie Hennion - Richie Hurrel - Cyril Journet - Rémi Lailavoix - Cyril Lot - Valérie Masset - Jérôme Piel - Stéphanie Pons - Emilie Praud - Paolo Provenzano - Sabrina Secchi - Mirella Silanus | - Jonathan Ber - Anthony Cazaux - Damien Chevron - Christine Hassid - Micaela Lancione - Thao N'Guyen - Lilian N'Guyen - Tommy Pasal - Tatiana Segun - Béatrice Warrand - Guang Sheng Zou - Emilie Martial de l'Académie Internationale de la Danse |

## Doublures
- Sonia Blick : Delphine
- Anne-Céline Lopez : Solange
- Claude Lancelot : Simon Dame, Pépé, Monsieur Tranchant
- Dennis Astorga : Bill, Etienne
- Grégory Gonel : Maxence
- Joachim Sautter : Guillaume Lancien, Andy Miller
- Marie-Laure Chiquerille : Yvonne
- Stéphanie Pons : Josette

## Chansons
| - Prologue - Nous voyageons de ville en ville - La répétition - Chanson de Maxence - Conflit - Chanson de Delphine à Lancien - D’où vient l’amour de Delphine - Marins, amis, amants ou maris - Le cœur dans l'eau - Chanson d'Yvonne - L'assassinat - Les rencontres - Les petits avions - La rêverie de Delphine - On ne va pas passer toute notre vie à Rochefort - Thème du concerto - Andy amoureux - Chanson d'Andy - Chanson de Solange - Dans le port de Hambourg - Chanson des Jumelles | - La femme coupée en morceaux - Kermesse - Chanson d'un jour d'été - Kermesse - Partie 2 - Je fais des vedettes - Chanson de Simon Dame - Toujours et Jamais - L'arrestation - D’où vient l’amour - Quand je pense à lui - D'où vient l'amour - C’est toi qu’elle aime - Ma seule chanson d'amour - L’Heure du départ - Chanson des Jumelles (rappel) |

## Genèse du projet
L'idée première de Gérard Louvin était de faire monter sur scène le duo Native dans une mise en scène de Roger Louret. Une lecture se déroule en présence de Michel Legrand. La séparation du duo de chanteuses contrarie la suite de ce projet. 
Après coup, Gérard Louvin et Michel Legrand décident d'adapter Un été 42 mais se ravisent lorsqu'ils ne parviennent pas à acquérir les droits américains de l'œuvre. 
Le producteur contacte sur ces entrefaites le chorégraphe Redha : il lui propose de transposer sur scène les Demoiselles de Rochefort. Celui-ci, qui avait alors remplacé au pied levé le metteur en scène initialement prévu pour Roméo et Juliette, de la haine à l'amour, accepte et est donc à la base du projet,. En 2003, une partie de l'équipe artistique de Roméo et Juliette se retrouve ainsi pour la création de Belles belles belles puis des Demoiselles de Rochefort. Au casting, on retrouve notamment Fréderica Sorel, la doublure de Cécilia Cara, ainsi que Nuno Resende, doublure de Philippe d'Avilla et Tom Ross sur Roméo et Juliette.
Avec Alain Boublil, le compositeur de l'œuvre d'origine écrit une dizaine de nouveaux titres. Les arrangements musicaux reviennent à Legrand, épaulé par Essaï, lui aussi lié au Roméo et Juliette de Presgurvic.

## Concrétisation
L'enregistrement du CD par les interprètes sélectionnés par castings s'étale de décembre 2002 à janvier 2003. L'album est distribué par Universal Music,. Plusieurs singles sont issus du CD. Le premier est le titre original Ma Seule Chanson d'Amour par Frédérica Sorel et Florent Neuray ; la face B comporte Une Proposition Honnête interprétée par Nuno Resende, Frédérica Sorel et Mélanie Cohl. La chanson phare sort par la suite en single : la Chanson des jumelles interprétée par Frédérica Sorel et Mélanie Cohl atteint la 24e place du classement français et la 30e place du classement belge des meilleures ventes.
Pendant que Dominique Lebourges et Dominique Borg s'attèlent à la conception des décors et des costumes, les artistes participent plusieurs fois par semaine à des ateliers de chant et de comédie. Leur entraînement se déroulera dès février 2003, avant qu'aient lieu les répétitions.

## Accueil public
La première du spectacle a lieu le 16 septembre 2003 à Lille Grand Palais. Le 26 septembre, Les Demoiselles de Rochefort sont sur la scène du Palais des congrès de Paris,. Après trois mois de représentations parisiennes et une centaine de représentations, le rideau tombe le 30 décembre 2003. La tournée ne se concrétisera jamais.
Une captation du spectacle est éditée en DVD par TF1 Vidéo et sort en 2004.

## Réception critique
Si les inconditionnels du film de 1967 font rapidement part de leur mécontentement, la comédie musicale est globalement bien accueillie par la presse.
Le Monde se montre plutôt enthousiaste. La scénographie est ainsi saluée : « les décors, utilisés avec ingéniosité, occupent très peu de place afin de ne pas entraver une action avant tout chorégraphique. [...] Ils s'inscrivent dans une "dialectique de la couleur" qui oppose la grisaille d'une ville sans histoires à l'éclat - jaune et rose - de l'appartement des jumelles (ouvert et refermé comme une boîte à musique) ». Pour le journaliste, « le passage à la scène est bénéfique aux chansons, interprétées avec technique et justesse. On déplore toutefois l'uniformité de voix peu timbrées ». Il juge ainsi que Jasmine Roy « incarne une mère d'une regrettable banalité » et que les jumelles restent « prosaïques ». Le chroniqueur est plus indulgent envers les performances masculines, à commencer par Sergio Díaz et Nuno Resende, lesquels « campent des forains beaucoup moins falots que dans la version originale » et « font plus penser aux Etoiles Noires, les rebelles de Starmania, qu'aux animateurs d'une kermesse dominicale ». Il souligne également la prestation d'Edouard Thiebaut (Andy Miller), « excellent jusque dans la maîtrise des claquettes ».
Caroline Diament et Elsa Fayer, chroniqueuses dans On a tout essayé, trouvent également la mouture de Lille à leur goût. Diament évoque « un très très beau spectacle », estimant que les chansons n'ont pas « été dénaturées par de nouveaux arrangements [mais] modernisées ». Elle insiste sur les « décors magnifiques » et l'absence de « boxon sur scène », lesquels confèrent une grande lisibilité à l'intrigue. Fayer se dit « enchantée » et salue les performances, à la fois vocales et physiques, de Frédérica Sorel et Mélanie Cohl.
Jean-Luc Wachthausen, du Figaro, juge « le pari audacieux » : « par chance, cette leçon de bonheur chère au cœur de Demy, on en retrouve l'essentiel dans ces Demoiselles revisitées ». Il loue « [les] beaux décors, [les] costumes foisonnant de couleurs », tout comme « la chorégraphie tonique et accrocheuse de Redha ». Selon Wachthausen, la relecture scénique « joue la carte de la rythmique, des voix et du mouvement, tout en préservant les belles lignes mélodiques des quelques trente-quatre titres du spectacle ». Il regrette cependant que le gigantisme de la production transforme « le Palais en caisse de résonance » et déplore une première partie longuette. Côté casting, le journaliste insiste sur « la jeunesse, la fraîcheur de Frédérica Sorel et de Mélanie Cohl » ainsi que leur « sens de la scène et [leurs] voix délicieuses ». Il souligne le talent d'une « troupe très homogène [où] se détachent quelques personnalités, comme Nuno Resende et Sergio Díaz », notamment sur le titre Toujours jamais. Il salue également le travail de « Florent Neuray, Philippe Candelon, Jasmine Roy, les choristes et danseuses Ebony Harning et Armelle Ferron, et le doyen Michel Francini, 82 ans ». Le chroniqueur conclue en affirmant que ces « deux heures trente d'un spectacle résolument tonique et sans nostalgie [...] devrait plaire aux générations qui n'ont pas vu le film ».
Pour Les Échos, le spectacle propose « du tonus à revendre dans la mise en scène de Redha, quelques nouvelles chansons, et les anciennes surtout, qu'aucune ride n'altère : Les Demoiselles de Rochefort 2003 n'ont pas froid aux yeux, ne craignant ni le gigantisme du plateau ni la sono tonitruante ». A leur sens, il s'agit d'« un succès de plus pour Michel Legrand, qui, aidé d'Alain Boublil (lequel, avec Claude-Michel Schönberg, a fait triompher Les Misérables autour de la planète), a tiré du film qu'il conçut avec Jacques Demy en 1967 le spectacle géant dont il rêvait ».
Julien Baldacchino (Radio France) cite le spectacle dans son article Comment rater sa comédie musicale en quatre leçons : « Autre cas d’école, celui d’adaptations de films cultes. Et à moins de s’appeler Disney, adapter un film qui a marqué des générations, c’est risqué, très risqué. Michel Legrand en a fait les frais avec des Demoiselles de Rochefort modernisées qui n’ont jamais franchi le cap de la tournée et Les nouvelles aventures de Rabbi Jacob, malgré des chansons signées MC Solaar, est étrillé par la critique et connaît un échec commercial cuisant ».